# Coxicerberus magnus
Coxicerberus magnus är en kräftdjursart som först beskrevs av Albuquerque 1978.  Coxicerberus magnus ingår i släktet Coxicerberus och familjen Microcerberidae. Inga underarter finns listade i Catalogue of Life.